# Урок музики

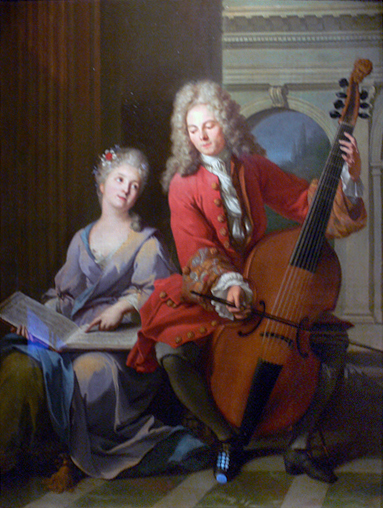
Жан-Марк Натьє, «Урок музики» (1711)

Уроки музики є свого роду формальним навчанням гри на музичному інструменті або співу. Як правило, учень, що відвідує уроки музики, зустрічається з вчителем на індивідуальних заняттях, які тривають від 30 хвилин до однієї години. Навчання загалом може тривати від декількох тижнів до декількох років. На уроках вокалу, вчителі показують учням, як правильно сидіти або стояти і дихати, та як розташувати голову, груди, рот для хороших вокальних тонів. На заняттях за спеціальністю вчителі показують учням, як сидіти або стояти з інструментом, як тримати інструмент, і як маніпулювати пальцями рук та іншими частинами тіла для отримання тонів і звуків з інструменту. Вчителі музики також використовують технічні вправи, музичні твори та інші види діяльності, щоб допомогти учням покращити свої музичні навички. Хоча більшість уроків музики є індивідуальними, деякі вчителі проводять навчання в міні-групах, а загальні основні предмети (сольфеджіо, хор тощо) часто вивчають на великих групових заняттях. Приватні уроки також можуть здійснюватись через відео чат та за допомогою вебкамери і відео-телефонії.